# Whiskey on the Rocks
Whiskey on the Rocks är en svensk satirisk dramaserie från 2024 som hade premiär på SVT och SVT Play julen 2024. För seriens regi svarade Björn Stein, efter ett manus skrivet av Henrik Jansson-Schweizer som i sin tur är baserat på författaren Jonas Jonassons originalhistoria. Serien är en samproduktion mellan SVT, Disney+ och Skyverse Nordic.

## Handling
Serien är en satir med flera verkliga personer på olika sätt dramatiserade eller helt utbytta. Den utspelar sig i oktober 1981 och kretsar kring grundstötningen av den sovjetiska ubåten U-137, en Whiskey klass, i Torhamnaskär i Blekinge skärgård. 

## Rollista i urval[5]
| Roll                            | Skådespelare          |
| ------------------------------- | --------------------- |
| Thorbjörn Fälldin               | Rolf Lassgård         |
| Vladimir Peskov                 | Andrius Bialobžeskis  |
| Leonid Brezjnev                 | Kęstutis Jakštas      |
| Andrej Bortnik                  | Artur Svorobovič      |
| Ronald Reagan                   | Mark Noble            |
| Ola Ullsten                     | Anders Mossling       |
| Håkan Martinsson                | Filip Berg            |
| Harry Jansson                   | Per Ragnar            |
| Gustav Jansson                  | Rolf Lydahl           |
| Dimitrij Tarasenko              | Oskar Wyganowski      |
| ÖB Börje Lagerkrantz            | Niklas Engdahl        |
| Kommendörkapten Anders Karlsson | Per Lasson            |
| Radiooperatör Lundin            | Daniel Hansson        |
| Aleksandra Kosygina             | Elsa Saisio           |
| Amiral Valerij Kalinin          | Vytautas Kaniušonis   |
| Jurij Andropov                  | Albinas Keleris       |
| Svetlana Akopova                | Jekaterina Makarova   |
| Sergej Kuznetsov                | Giedrius Kiela        |
| "Valpen"                        | Vladyslav Onishchenko |
| Per-Arne Henriksson             | Philip Hughes         |
| Igor Popov                      | Lukas Bugelis         |
| General D. Cooper               | James Studdert        |
| Kapten Hammarberg               | Adam Lundgren         |
| Solveig Fälldin                 | Annika Nordin         |
| Monika Björk                    | Cecilia Forss         |
| CIA-agent                       | Andrew Lowery         |
| KGB-agent                       | Andrius Žiurauskas    |
| Hultman                         | Anton Lundqvist       |
| Börje Ljungklint                | Joakim Sikberg        |